# Богдановка (Кобелякский район)
Богдановка (укр. Богданівка) — село, Бутенковский сельский совет, Кобелякский район, Полтавская область, Украина.
Код КОАТУУ — 5321880703. Население по переписи 2001 года составляло 2 человека.

## Географическое положение
Село Богдановка находится в 1,5 км от места слияния реки Кобелячка и ручья Волчий. На расстоянии в 1 км расположены сёла Чумаки и Шапки.